# مددهینا
مددهینا (به لاتین: Meddehinna) یک منطقهٔ مسکونی در سری‌لانکا است که در استان مرکزی (سری‌لانکا) واقع شده‌است.